# جاك غرين
جاك غرين (بالإنجليزية: Jack Green)‏ (4 أكتوبر 1921 بملبورن في أستراليا - 13 سبتمبر 2005) هو لاعب كريكت أسترالي. لعب مع فريق فكتوريا للكريكت.

## وصلات خارجية
- جاك غرين على موقع إي آس بي آن كريك إنفو (الإنجليزية)